# Corymorpha tentaculata
Corymorpha tentaculata är en nässeldjursart som först beskrevs av Linko 1904.  Corymorpha tentaculata ingår i släktet Corymorpha och familjen Corymorphidae. Inga underarter finns listade i Catalogue of Life.